# 小行星6119
小行星6119（6119 Hjorth）是一颗围绕太阳公转的小行星。1986年12月6日，波爾·延森在霍尔拜克发现了此天体。
这颗小行星的绝对星等为182.7877140195676等。